# Харчова мережа

Прісноводна та наземна трофічні мережі.

Харчова́ мере́жа (трофічна мережа) — харчові відносини груп організмів в угрупованні, де всі живі істоти є об'єктами живлення інших.
Переважно кожен організм може живитися не одним, а кількома видами, і сам споживається в їжу декількома іншими видами. Внаслідок того, що різні трофічні ланцюги часто переплітаються один з одним, формується трофічна мережа. Щоб побудувати трофічні мережі використовують аналіз вмісту шлунків.
Існування трофічної мережі забезпечує стійкість екосистеми: якщо змінюється чисельність популяцій певних видів, легко замінюються кормові об'єкти і сумарна продуктивність екосистеми залишається сталою.
На відміну від природних екосистем біомаса в місті незбалансована. Так відношення фітомаси до зоомаси відрізняється від природних екосистем, головним чином за рахунок величезної маси людей. Трофічна мережа втрачає свій природний вигляд. Кормові ланцюги і мережі розімкнуті в основних їх ланках, а метаболізм міста (процеси споживання води та харчових продуктів і виділення продуктів життєдіяльності) дуже відрізняється від кругообігу речовини у природі